# Вале Бормида (Алесандрија)
Вале Бормида је насеље у Италији у округу Алесандрија, региону Пијемонт.
Према процени из 2011. у насељу је живело 33 становника. Насеље се налази на надморској висини од 243 м.